# Cacia beccarii
Cacia beccarii là một loài bọ cánh cứng trong họ Cerambycidae.